# James Corden
James Kimberley Corden OBE (Londres, 22 de agosto de 1978) é um ator, roteirista, produtor, comediante, apresentador e cantor britânico. Astro de programas de comédia da BBC, como Gavin & Stacey, também atuou no filme de 2009 Lesbian Vampire Killers. Em 2017, dublou o coelho Pedro, no filme Pedro Coelho. Atualmente, Corden apresenta o The Late Late Show, um talk show transmitido no CBS.

## Primeiros anos
Filho de Malcom Corden, um músico na Força Aérea Real, e de Margaret Corden, uma assistente social, James nasceu em Hillingdon, na Grande Londres, mas cresceu em Hazlemere, Buckinghamshire. Estudou na Holmer Green Senior School e apesar de ter feito parte de uma igreja cristã protestante chamada The Salvation Army, James Corden não se considera um cristão. Ele tem uma irmã mais velha a Andrea, e uma irmã mais nova a Ruth.

## Carreira
Corden iniciou sua carreira ao 19 anos de idade no Martin Guerre. Em seguida, ele estrelou a série de televisão britânica Fat Friends com Jamie Rymer.
Em 1998, Corden apareceu em uma campanha publicitária para a empresa Tango, onde cada palavra sua ia sendo copiada por homens com excesso de peso usando megafones que a empresa estava promovendo como ofertas. O anúncio foi banido logo após a estreia.
Corden teve um pequeno papel no Channel 4/T4's Hollyoaks. Ele atuou como um porteiro de colégio, em 2001 e 2002.
Em 2007, participou no programa de comédia britânico da BBC, Gavin & Stacey, sendo também um dos co-criadores do mesmo. O último episódio do programa foi exibido em janeiro de 2010.
Ainda no ano de 2009, Corden participou no filme Lesbian Vampire Killers dirigido por Phil Claydon.
Em 2010 faz uma participação em Doctor Who como o Companion Craig Owens no episódio "The Lodger"(5ª Temporada).  Em 2011, retorna ao seriado no episódio "Closing Time" (6ª Temporada).
Em 2013 foi protagonista do filme One Chance que conta a história de vida do cantor de ópera, Paul Potts.
De momento, apresenta um talk-show americano chamado The Late Late Show que ficou conhecido pelo seu quadro mais famoso, o "Carpool Karaoke", em que James convida celebridades para cantarem hits musicais, enquanto Corden conduz o seu carro pelas ruas dos Estados Unidos. Celebridades como BTS, Lady Gaga, Bruno Mars, Selena Gomez, Stevie Wonder, Red Hot Chilli Peppers, One Direction, Shawn Mendes, Michelle Obama, Britney Spears, Ariana Grande, Sia e Paul McCartney já fizeram aparições neste quadro. 
Em 2019 interpretou o gato Bustopher Jones no filme Cats (file de 2019), da Universal Studios, dirigido por Tom Hooper.

## Vida pessoal
Corden namorou com a atriz Sheridan Smith até junho de 2009.
Atualmente, é casado com Julia Carey. O casal anunciou no final de setembro de 2010, que estavam esperando seu primeiro filho. Eles ficaram noivos no Natal de 2010, e o filho deles, Max, nasceu em 22 de março de 2011. Corden casou com Carey em setembro de 2012. O casal teve depois uma menina, Carey, que nasceu a 27 de outubro de 2014. Corden foi pai pela terceira vez, e sua filha Charlotte nasceu em dezembro de 2017.